# Роберто Кавали
Роберто Кавали (на италиански: Roberto Cavalli) е италиански моден дизайнер от Флоренция.

## Биография
Роберто Кавали е роден във Флоренция, Тоскана. Неговият дядо, Джузепе Роси, е бил член на движението Macchiaioli, чиято работа е експонирана в галерия Уфици. Кавали се решава да се запише в местния институт по изкуства, специализиран в текстилния печат. Докато е студент, той решава да направи серия от плетени цветни щампи, които привличат вниманието на големи италиански фабрики за трикотаж.
В началото на 1970 г. той изобретява и патентова революционна технология за печат върху кожа и започва да създава пачуърк от различни материали. Той дебютира с новите техники в Париж, като веднага получава комисиони от харесалите го Хермес и Пиер Карден. На 30-годишна възраст, той представя първата си едноименна колекция на салона за Прет-а-порте в Париж. Той я представя на модните подиуми на Сала Биянка в Палацо Пити във Флоренция, а по-късно представя там и дънките Milano Collezioni, изработени от щампован дънков плат, инкрустации върху кожа, брокат и десени, наподобяващи кожи на диви животни. След това той отваря първия си бутик през 1972 г. в Сен Тропе (Saint-Tropez).
През 1980 г. Роберто Кавали се жени за Ева Дюрингер, която през цялото време е била негова приятелка и бизнес партньорка. Кавали се запознава с Дюрингер на конкурса Мис Вселена през 1977 година, в който той е съдия, а бъдещата му съпруга е една от претендентките за титлата и първа подгласничка на първата чернокожа Мис Вселена, Жанел Комисионг от Тринидад и Тобаго.
В Милано през 1994 г. Кавали представя първата колекция дънки, обработени с пясък. До декември същата година, той отваря бутици в Сен Барт (Saint Barth), във Френските Кариби, следвани от магазини във Венеция и Сен Тропе. Освен основната линия, която е продадена в над петдесет страни по целия свят, Роберто Кавали създава мъжка модна линия „RC Menswear“, както и младежка, която се нарича „Just Cavalli“, стартирала през 1998 г., включваща съвременни мъжки и женски облекла и аксесоари, очила, часовници, парфюми, бельо и бански костюми. Съществуват и детската модна колекция „Angels & Devils“, линията Class, две колекции бельо, обувки, очила, часовници и парфюми. През 2002 г. Кавали открива първия си кафе-магазин във Флоренция, реконструиран в характерните за неговия стил животински щампи. Скоро след това открива кафето Just Cavalli в Милано и още един бутик на една от най-престижните търговски улици, Via della Spiga.
През април 2008 г. е съобщено, че Кавали продава бизнеса си. През юли 2011 г. компанията му представя колекцията си на подиума на модното шоу Brandery в Барселона.